# 真宗大谷派城端別院善徳寺
善德寺（ぜんとくじ）は、富山県南砺市城端町にある真宗大谷派の寺院である。山号は「廓龍山」。
安土桃山時代1602年の本願寺東西分裂の際、それまで越中国内で真宗寺院の指導的地位にあった勝興寺・瑞泉寺が西本願寺についたのに対し、東本願寺派の代表となることで以後勝・瑞に並ぶ寺勢を誇った。
南砺市城端町は善徳寺の門前町として発展した町であり、現在においても町の中心地として様々な祭事の舞台として利用されている。

## 歴史

### 善徳寺設立の背景
善徳寺は本願寺中興の祖とされる8代蓮如の働きかけにより開基された寺院であるが、その系譜は5代綽如の時代までさかのぼる。綽如は日野時光の猶子であった縁から1380年代に越中国石黒荘に下向し、越中滞在中に井波瑞泉寺を創建したことで知られる。綽如の次男頓円（鸞芸）・三男周覚（玄真）は父の事跡を継いで北陸方面での布教に尽力し、前者は越前藤島超勝寺を、後者は荒川興行寺を創建した。これら北陸で繁栄した次男頓円（鸞芸）・三男周覚（玄真）の後裔たちは、同時代史料上で「北国一家衆」と呼ばれている。
頓円・周覚の後裔は越前から北方の加賀・越中方面に向けて教線を伸ばしたことで知られており、善徳寺もこの系列の一つに数えられる。この中でも、周覚（玄真）の後裔が開いた寺院はいわゆる「中通り道」を中心に分布し、越中国では「二俣越」から越中に入るルート沿いに教線を拡大した。特に、周覚の孫蓮真は越前国足羽川右岸の桂島に位置する照護寺に入り、照護寺の系列から善徳寺が出る事となる。

### 砂子坂道場時代

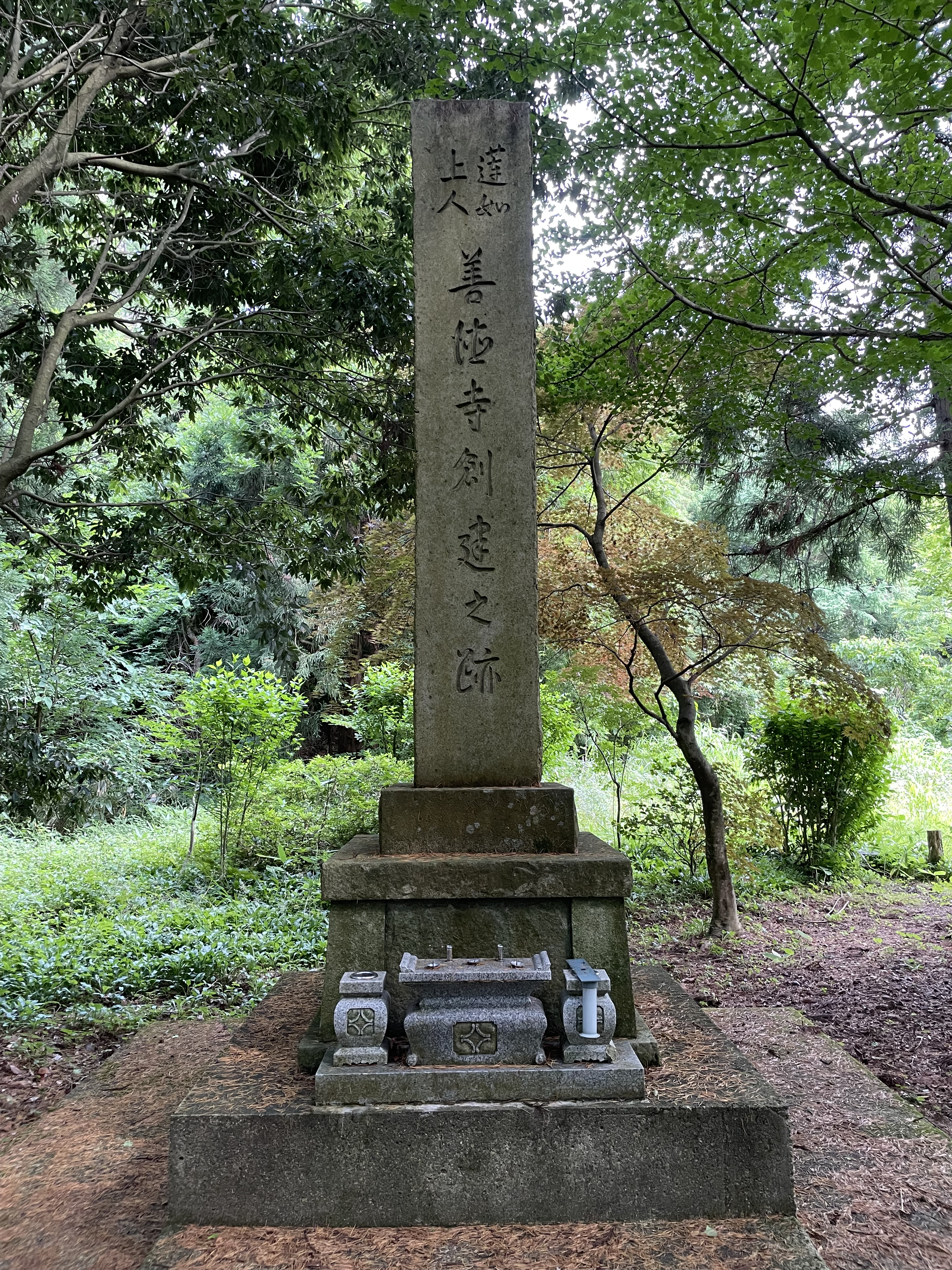
現石川県金沢市砂小坂の善徳寺跡

善徳寺の寺伝は「蓮如上人が吉崎に滞在していた頃、吉崎から井波瑞泉寺に向かう際に『砂子坂の周覚が布教していた旧地』に立ち寄り、道場を建立するよう手配し周覚の孫蓮真に委ねた」と伝えている。これに対応するように、光徳寺の由緒や『栄玄聞書』といった史料には「越前桂島照護寺の門徒であった道乗という人物が砂子坂に道場を開いた」との記録がある。これらの記録により、周覚の後裔が越前-加賀-越中を結ぶ「中通り」沿いに教線を伸ばす中で、越前照護寺の門徒道乗が砂子坂で開いた道場を基盤として、蓮如の手配により蓮真が入寺したことによって善徳寺は成立したと言える。
上記の経緯から善徳寺は蓮如上人を開祖と仰いでいるが、蓮如にとっては越中真宗寺院の中核となるべき井波瑞泉寺と加賀・越前を結ぶ「二俣越」を抑えるために善徳寺創設を手配したものと推定される。このことは、後に善徳寺が砂子坂から法林寺に、法林寺から福光に、福光から城端へと井波に近づくように移転を繰り返したことからも裏付けられる。なお、「二俣越」の加賀側の寺院である二俣坊本泉寺は本願寺直系の蓮乗が入った後若松に移転したが、その旧跡は周覚の末子玄秀が継承しており、周覚の後裔によって「二俣越」が抑えられていたことが窺える。
文明年間、蓮如の吉崎滞在によって北陸地方では爆発的に真宗門徒が増大し、これを危険視した守護大名と真宗門徒の関係が悪化した。善徳寺の主筋に当たる照護寺は越前守護斯波氏の被官甲斐氏の氏寺であり、文明4年8月に甲斐氏が朝倉氏に敗れると二俣に逃れざるを得なくなった。
また、一向一揆の助けを得て加賀守護職を得た富樫政親も一向一揆の武力を危険視するようになり、文明7年（1475年）中に真宗門徒を弾圧した。これにより、河北郡の井上荘を拠点とする高坂氏は加賀国において立場を失い、その庇護下にあった砂子坂の蓮真も越中方面に進出せざるを得なくなった。以後、蓮真の系譜は砂子坂を離れ、山本・福光を経て城端善徳寺へと発展していくこととなる。一方、道乗の後裔は蓮真の一族が去った後も砂子坂に残り、後の光徳寺を興すこととなる。

### 法林寺時代

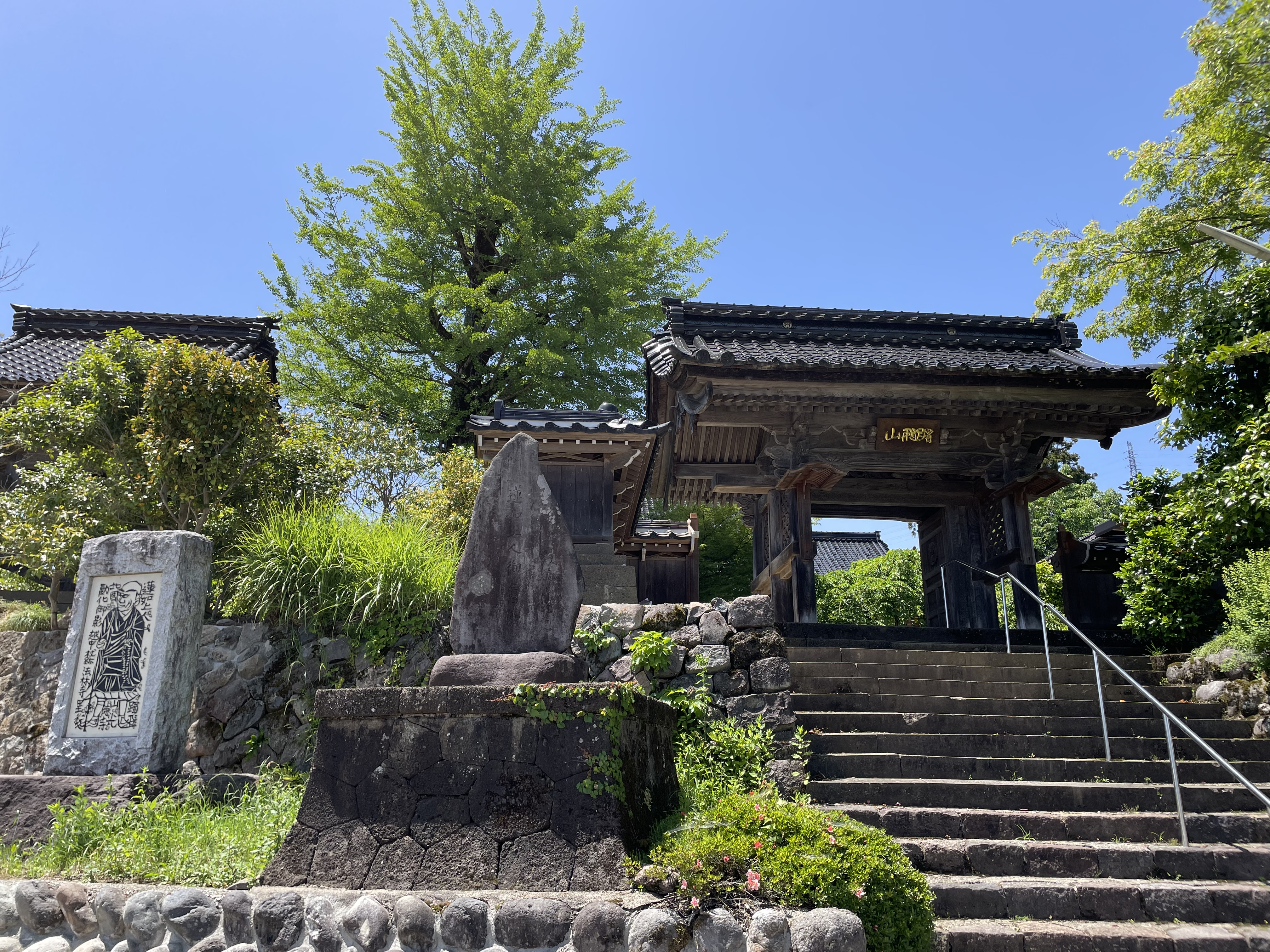
現在の南砺市法林寺に位置する光徳寺。善徳寺と同じく砂子坂道場から興った光徳寺は、加賀国への一時的な移転を経て、かつて善徳寺が寺基を構えた法林寺地区に移った。

先述したように善徳寺は蓮如を初代とし、蓮如から砂子坂道場を委ねられた蓮真を2代目とする。蓮真は「砂子坂から法林寺に移った後に息子の実円に地位を譲り、自らは才川七開往院（松寺永福寺）を開いた後に永正八年10月20日に同地で没した」と伝えられている。もっとも、蓮真は終生「照護寺蓮真」と称しており、善徳寺の実質的な初代はその息子実円であった。
蓮真の跡を継いだ3代目実円も『日野一流系図』で「加州砂粉坂（砂子坂）に居住、また（越前）岡崎に住む、また越中法輪寺に住む、また山本里に住む」と伝えられており、文明9年（1477年）頃に蓮真・実円父子は法林寺（法輪寺）に寺基を移したようである。
なお、この法林寺時代に井波瑞泉寺が福光石黒家を滅ぼした田屋川原の戦いがあったが、蓮真・実円父子は積極的には関わらなかったと推定される。田屋川原の戦い後、砺波郡南部に周覚系一家衆が、北部に勝興寺系一門衆が勢力を拡大していくが、この流れの中で善徳寺も砺波郡平野部に進出していくこととなる。

### 山本時代

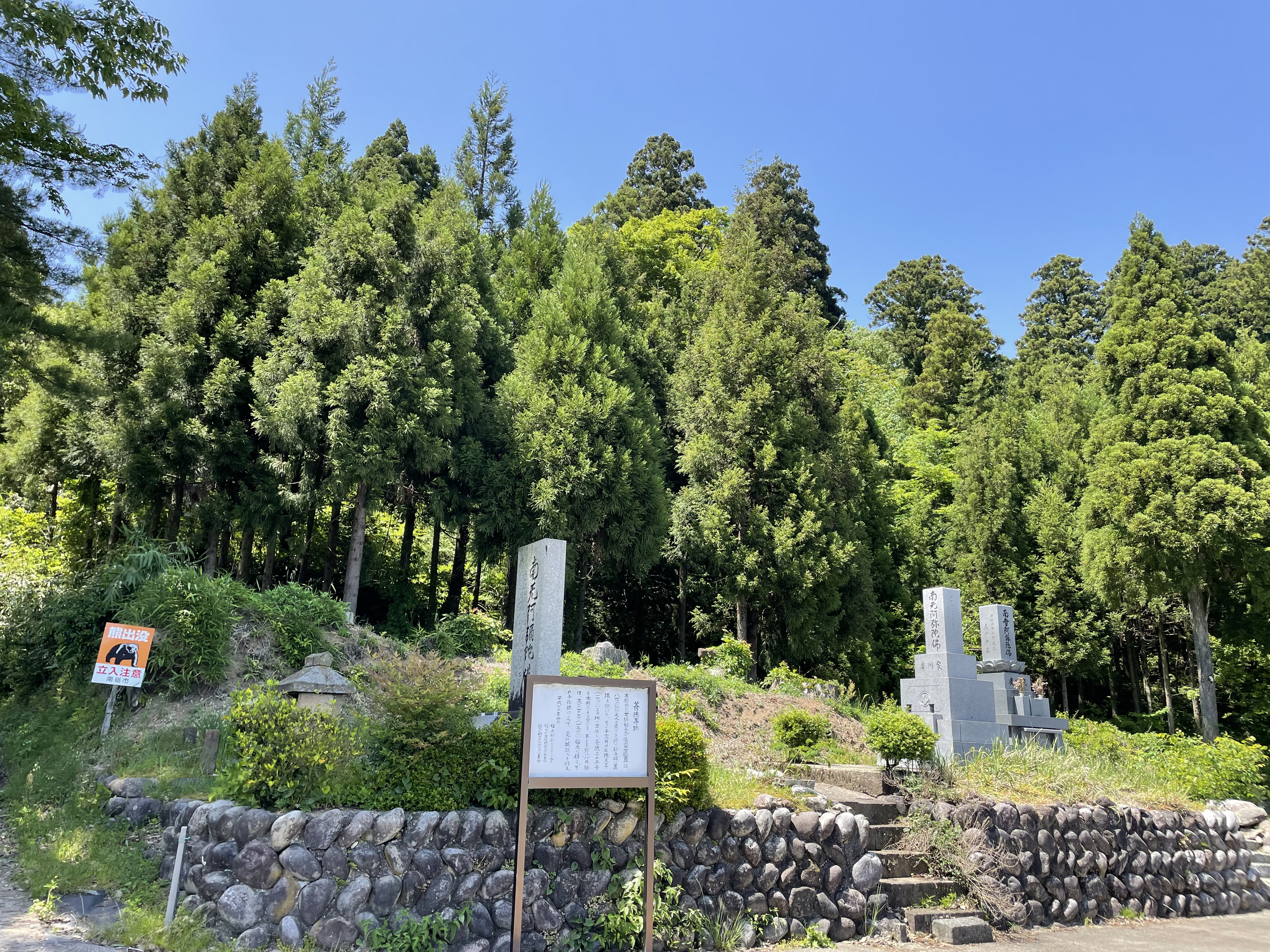
山本善徳寺跡。現在は墓地となっている。

上述したように実円は法林寺から更に山本へと移転し、その後永正6年（1509年）12月13日に父蓮真に先立って死去した。『城端善徳寺由緒略書』は山本への移転を文亀年間（1501年～1504年）のこととするがこれは疑わしく、実円の息子円勝が生まれた延徳元年（1489年）以前には山本へと移っていたと推定される。
現在、山本の善徳寺跡には善徳寺の墓所が残されている。また、「善徳寺」の名称が記録されるようになるのがこの頃であること等から、善徳寺が本格的な真宗寺院として活動を開始するのは山本時代のことであったと指摘されている。
山本時代の永正3年（1506年）、北陸全土を巻き込む「永正三年一揆」が勃発し、一連の戦役によって敗退した越前の真宗寺院は加賀国に逃れざるを得なくなった。その後、蓮真が死去した頃に本願寺9代実如から善徳寺に宛てた文書が伝えられており、文書中で「加賀・越中・能登三ヶ国門徒之儀者、善徳寺門徒たるべく候」と記されている。これは「永正三年一揆」で流浪の身となった照護寺が、加賀・越中・能登三ヶ国の門徒の統括を善徳寺に委ねたことを意味すると考えられている。また、現在の光徳寺に現存する「砂子坂末寺之覚」には砂子坂道場＝善徳寺の末寺の一覧が記載されており、その所在地は加賀から越中にまで跨る。これらの末寺こそが照護寺より譲られた門徒衆であり、この照護寺門徒の分有によって善徳寺は独立した寺院とみなされるようになった。

### 福光時代

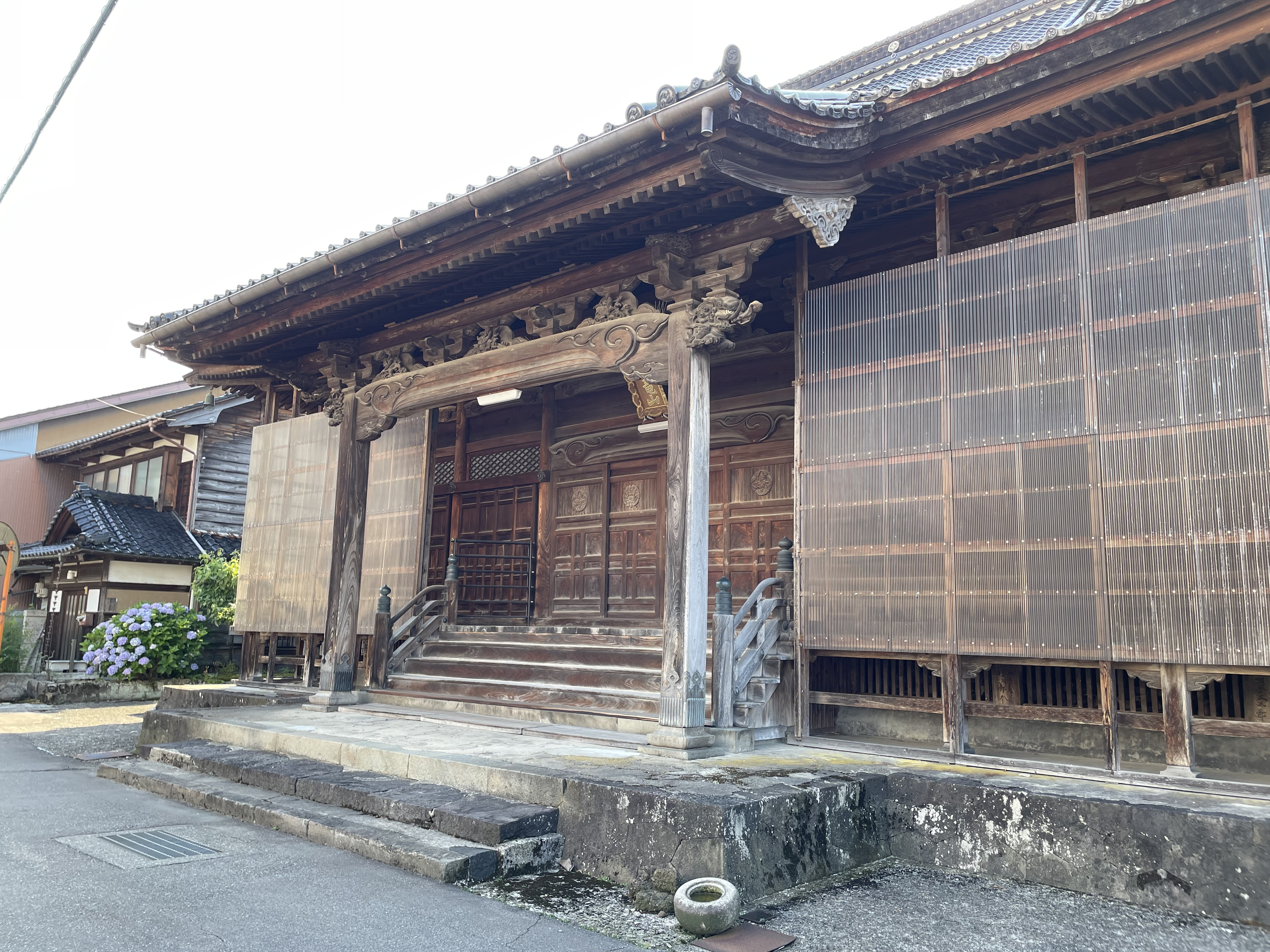
現南砺市福光の知源寺。

実円の死後、後を継いだ4代目円勝は天文年間（1532年～1555年）中に山本から更に福光に移転したと伝えられている。『天文日記』には天文十年7月21日に円勝が石山本願寺を訪れた記録があるが、恐らくこの時与えられた実如上人御影裏書の写しが現存している。写しには「越中国利波郡石黒郷　福光善徳寺」と記されており、この記録によって天文10年（1541年）までには福光に移っていたことが分かる。
伝承によると、石黒氏が福光城内の一郭を割いて善徳寺とその門前市を招き、善徳寺が福光を去るとその跡地が現在の善徳寺掛所（知源寺）となったという。門前町が開かれたのは現在の福光荒町地区で、当初は新たな町並みとして「新町」と呼ばれたが、慶安3年（1650年）に別の「新町」が作られたことから「荒町」と改名したとされる。
なお、円勝は石山本願寺を訪れたものの喉の病のため食事ができないとして８月３日の下間頼慶の法事を欠席したと伝えられており、この病のためか天文12年（1543年）に没している。

### 城端への移転

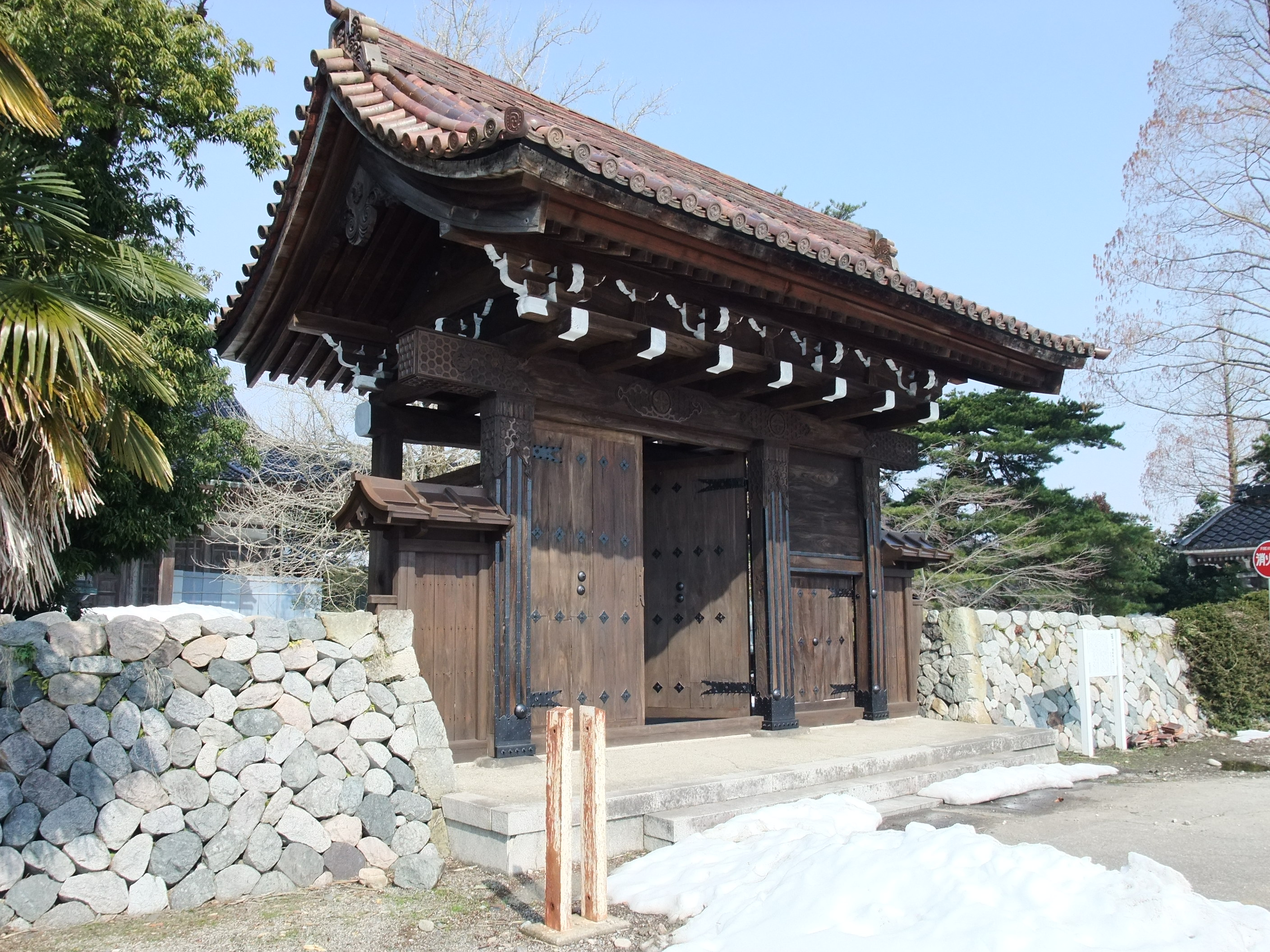
砺波市苗加の万福寺山門。荒木善太夫が善徳寺に寄付した城門を移築したもの。

円勝の没後、福光善徳寺を継承し、現在まで続く城端への移転を行ったのが5代祐勝であった。『天文日記』によると天文6年（1537年）7月18日に祐勝は石山本願寺を訪れ、同月24日に得度式を受けたとされ、この頃から僧侶として活動を始めていた。
祐勝による善徳寺の城端移転時期については諸説あるが、『城端善徳寺由緒略書』に基づく「永禄2年（1559年）、城ヶ端城主荒木大膳の願いにより福光から城ヶ端へ移った」という経緯が定説とされている。
祐勝が城端への移転を行った背景として、天文年間から永禄年間にかけて善徳寺を取り巻く情勢が急変したことが挙げられる。「永正三年一揆」は加賀-越前国境の封鎖をもたらし、以後半世紀近くにわたって北陸の真宗門徒は越中五箇山-飛騨白川を通らなければ畿内に出られない状態に陥った。このような状況下で、砺波郡平野部と五箇山-白川地方を結ぶ城端地域が注目され、まず荒木大膳（＝荒木善太夫）招聘され「城端城」が整備された。一方、同時期の越中国外では越後の長尾景虎（上杉謙信）、甲斐の武田晴信（武田信玄）らが勢力を拡大しつつあり、戦乱に備えて善徳寺はより防備に優れた城端への移転を選んだと推定される。
また、祐勝に関する『天文日記』や『私心記』といった史料の記録からも善徳寺を巡る立場の変化がみられる。祐勝は少なくとも天文18年（1549年）・天文22年（1553年）・天文24年（1555年）の三度石山本願寺を訪れているが、最初は越前照護寺等の周覚系一家衆とともに上山しているのに対し、後半には勝興寺・瑞泉寺等の越中寺院とともに上山している。これにより、この頃善徳寺が周覚系寺院との繋がりよりも、越中国内の寺院との繋がりを重視するように変化してきたことが分かる。同時期、五ヶ山地方も本覚寺の統制が薄れ独立した地域として扱われるようになっており、五ヶ山も含む砺波郡域が一つの集団としてまとまっていく方向性の中に、城端移転があったとも指摘されている。

### 織田家との対立

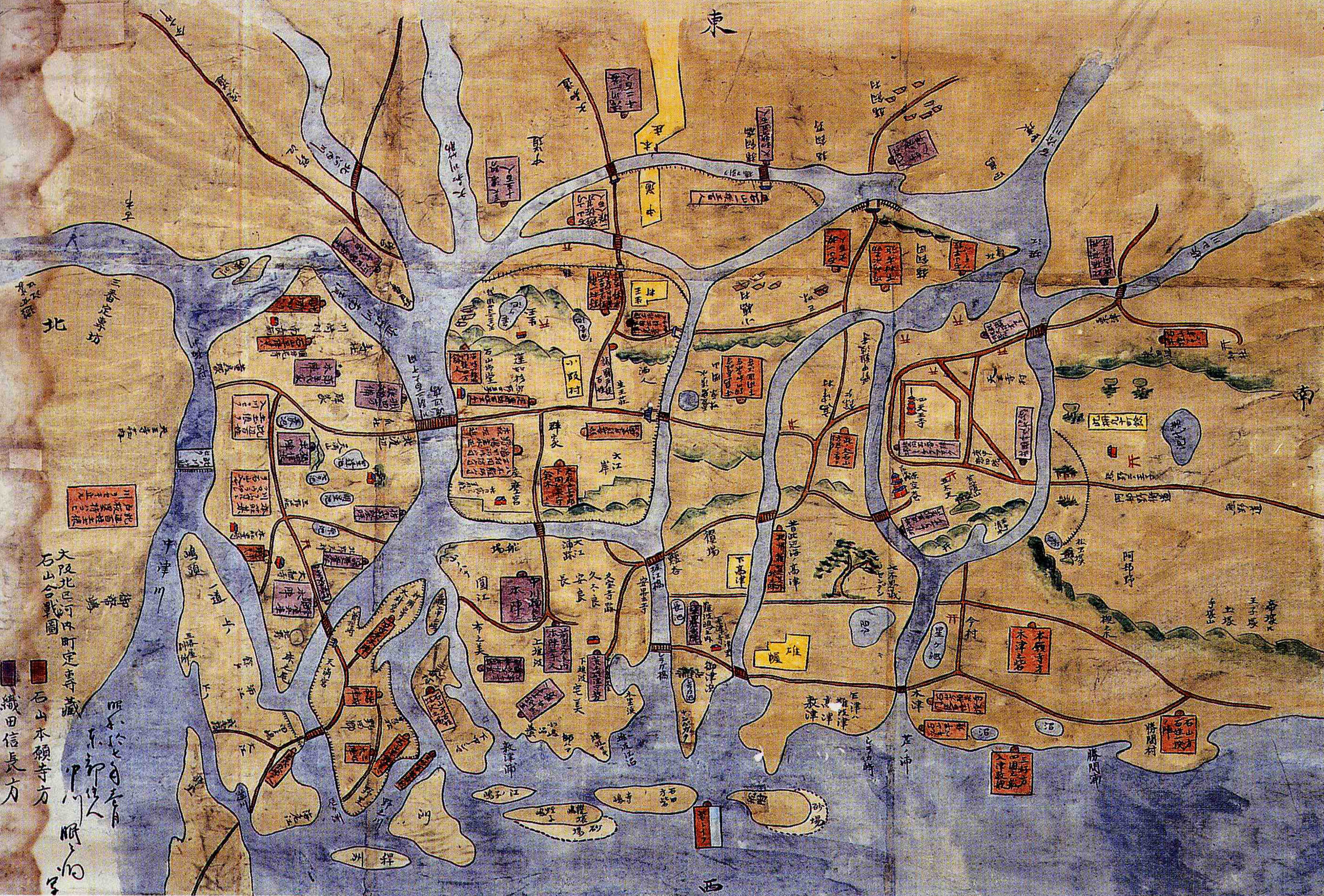
「石山戦争図」（和歌山市立博物館蔵）。

祐勝は子を残さず亡くなったため、越前西光寺から婿として空勝を迎え、1560年代頃に空勝が6代目となった。この頃は畿内において織田信長と石山本願寺が熾烈な抗争を繰り広げた時期であり、空勝も石山本願寺を支持して織田家と対峙した人物として知られる。
本願寺11代顕如は天正8年（1580年）に織田家と講和し石山から退去したが、息子の教如は徹底抗戦を主張して石山に残った。この時真宗門徒は顕如に従う者（後の大谷派）と教如に従う者（後の本願寺派）に分裂したが、越中国内において教如を支持した代表的寺院が善徳寺であった。顕如と教如の対立直後、教如支持を表明した善徳寺祐勝に感謝する天正8年3月28日付書状が善徳寺に残されている。
同年中に教如も石山退去を余儀なくされたが、以後も諸国をまわって反織田家の活動を続け、天正10年（1582年）には善徳寺を頼って越中も訪れている。この頃、越中では織田信長配下の佐々成政による平定が進み、一向一揆の残党は五箇山を最後の拠点として抵抗を続けていた。善徳寺は飛騨国白川郷に滞在していたが、教如は善徳寺を頼って対織田一揆を指示するべくこの地方を訪れたようである。これに対応するように、同年四月八日付上杉景勝書状では「五ヶ山に下向した」門跡（＝教如）に、織田方に対し一揆を起こすよう要請したと記されている。

### 本願寺の東西分裂

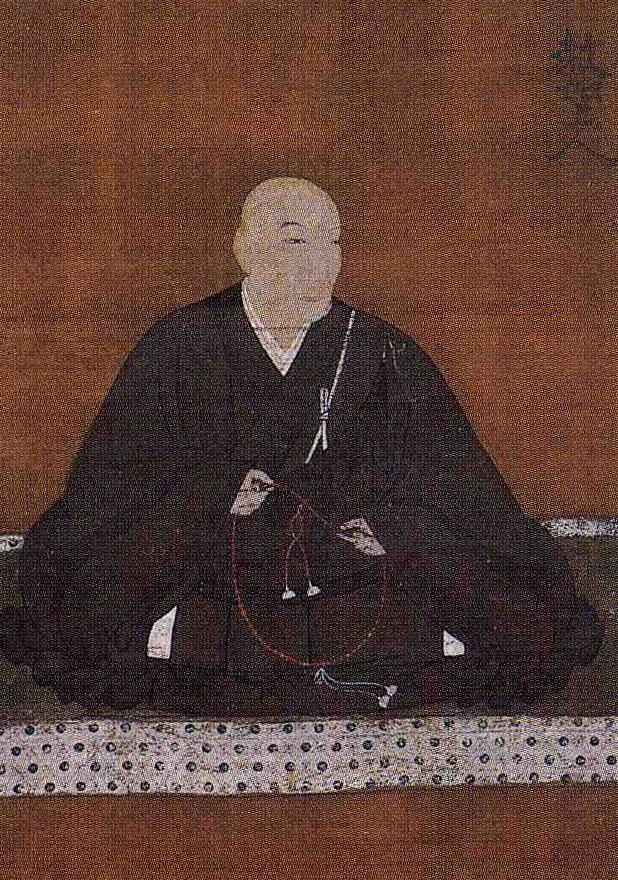
東本願寺の創建者である教如。

同年中に本能寺の変によって織田信長は死去したが、直後に佐々成政の攻撃によって五箇山の前線基地である窪城が陥落し、遂に越中一向一揆は完全に制圧されてしまった。一方、中央では羽柴秀吉が賤ケ岳の戦い、小牧・長久手の戦いに勝利して事実上織田家を乗っ取り、北陸では佐々成政が没落して前田利家が加賀・越中・能登三ヶ国を領有することとなった。恐らくは前田利家の越中領有が確定した、天正13年頃までに善徳寺は城端に戻ったようである。しかし一向一揆の武力を警戒する前田利家は、天正15年2月の九州出陣に際して善徳寺・常楽寺に尾山（後の金沢）に人質を差し出すよう命じている。
これ以後、越中国内は前田氏の支配下にあって安定していくが、本願寺内部では顕如の地位を継いだ准如（西派）と教如（東派）の対立が深刻となっていった。特に慶長3年（1508年）の秀吉・利家の死後、教如は本願寺の家父長を自任して活発に活動し、これを積極的に支持した空勝は慶長7年（1602年）9月14日に上人寿像を授与されている。。慶長10年6月には「親鸞聖人絵伝」が下付されたことで「五尊（木仏・親鸞聖人御影・聖徳太子影像・七高祖影像・本願寺前往上人影像）」を完備し、越中国内では最も早く近世寺院としての寺観を確立することとなった。
善徳寺は二代藩主前田利長との交流に努め、年頭の祝儀や贈物に対する利長の礼状が12通伝えられている。この礼状のほとんどは紙尾図書・生田四郎兵衛宛となっており、この時期は両名が取次となっていたことが窺える。このような努力の結果、慶長9年（1604年）8月には利長が狩りの途中で善徳寺に2泊したとされ、この時小屏風・御膳具の拝領のみならず屋敷地が寄進されることとなった。また、空勝の養嗣子因勝が加賀藩士水越縫殿助の息女を内室とし、更に加賀藩との縁を深めた。
慶安元年（1648年）には寺社奉行が置かれ、これにあわせて加賀藩では宗派ごとに「頭寺（=触頭）」が任命されることになった。当初は金沢の専光寺が加越能三国の東本願寺派の頭寺であったが、能登四カ寺と越中善徳寺がこれに反発し、専光寺を介さず寺社奉行と交渉することを求めた。更に年、勝興寺とともに越中国内の西本願寺派を代表する寺院であった井波瑞泉寺が、勝興寺と対立の末に東本願寺派に転示するという事件が起こった。瑞泉寺は善徳寺より歴史も寺格も上であったが、善徳寺の方が先に東本願寺派の代表を務めていた経緯を踏まえ、両寺は同格の立場として越中国内の東本願寺派寺院を統べる体制が確立した。

### 本願寺一門の入寺

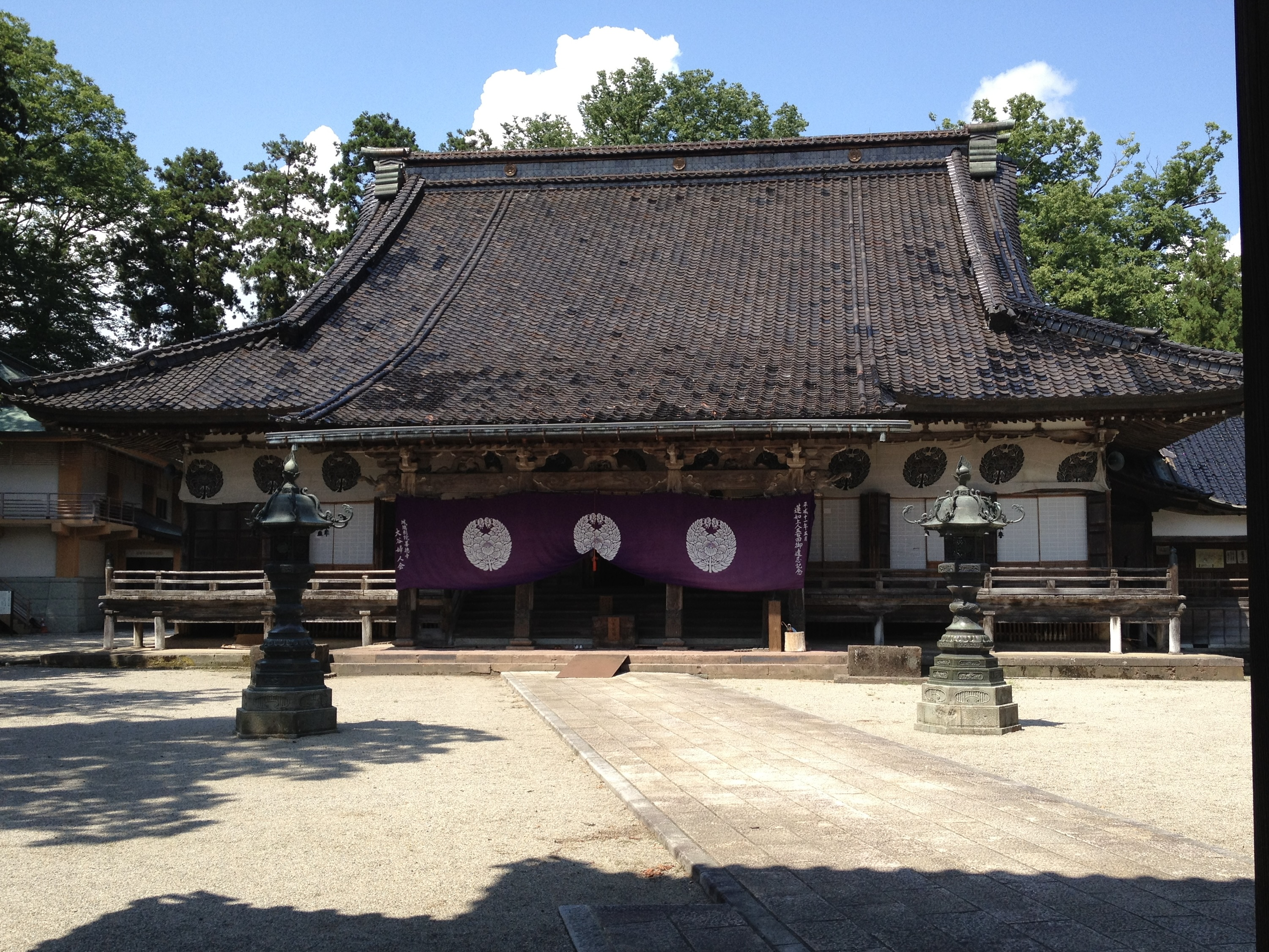
真誓・真勝父子の時代に建設された善徳寺本堂。

7代因勝の没後、寛文4年（1602年）には二俣坊本泉寺から顕勝が入寺して8代目となり、更にその息子玄勝が9代目となった。玄勝には子がいなかったため、本願寺一門から一勝（東本願寺15代常如の弟で、16代一如の兄）が元禄2年（1689年）に6歳にして入寺し10代目住持として玄勝の跡を継ぐこととなった。一勝は心労のためか元禄16年（1703年）に19歳で早世してしまったが、その後継者には一如の次男で既に姫路本徳寺住持であった一玄（11代住持）が選ばれ、宝永元年（1704年）より善徳寺住持を兼務するようになった。更に、一玄の跡は甥に当たる真源（12代住持）が継ぐこととなり、享保2年（1717年）から享保18年（1733年）まで善徳寺住持を務めた。本願寺一門の相継ぐ入寺は善徳寺の寺格を更に高め、その象徴として宝永3年（1706年）には親鸞の等身御影が授与されている。
元文元年（1736年）に真源が没すると能登羽咋本念寺の真誓（13代住持）が跡を継ぎ、更に宝暦元年（1751年）にはその息子真勝（14代住持）が地位を継承した。真誓・真勝父子が住持であった約30年間は善徳寺の最も繁栄した時期であると評され、その象徴として本堂の再建が父子2代にわたる事業として行われている。この本堂再建は真誓の時代の延享3年（1746年）に工事が始まり、宝暦9年（1759年）に完成し、この時本願寺従如から下付された棟扎が現在も残されている。
明和元年（1764年）の真勝の没後、後継者がなかなか決まらず、安永元年（1776年）になってようやく近江長浜大通寺一応の息子真応（一如の孫）が15代住持に決まった。近江育ちで上方文化の影響を受けた真応は旧旅という俳号を持ち、俳句・絵画を得意とする文化人として知られた。真応が住持を務めたのは10年余りであったが、この頃が城端で最も文化人が現れた時期であったと評される。しかし寛政3年（1791年）に真応が亡くなると、以後善徳寺は住持の決定に難航し、住持不在が長く続くようになっていくこととなる。

### 住持の不在化

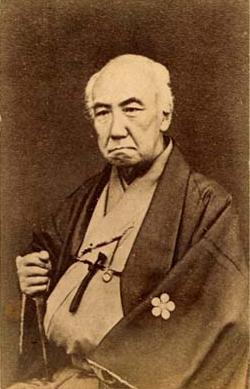
晩年の前田斉泰。

15代真応の没後、東本願寺で天明8年（1788年）の大火による伽藍焼失、寛政4年（1792年）の19代乗如の入滅など混乱が重なったこともあり、20年近くにわたって善徳寺の住持（住職）が決まらなかった。文化6年（1809年）にようやく越後本誓寺真慧の孫乗円が任命されたが、加賀藩がこれを承認しなかったため、乗円は善徳寺の世代に数えられない。弘化3年（1846年）には八尾大信寺の達智が推薦されたがこれも実現せず、更にその弟達位も候補となりながら善徳寺への入寺を辞退してしまった。
これと同時期、13代加賀藩主前田斉泰の10男亮五郎が誕生しており、斉泰は亮五郎を善徳寺に入れるよう要求した。これを受けて本願寺側は当初困惑したが、最終的には亮五郎を達如の猶子とする形で受け入れ、亮五郎は亮麿と改名して嘉永2年（1849年）城端に入った （16代住持達亮）。しかし亮麿は病弱であったためか、嘉永4年（1851年）11月にわずか4歳で早世してしまった。城端の町民は幼くして亡くなった亮麿を敬慕愛惜し、後々まで「すけまるさま」と呼んで懐かしんだという。
亮磨の没後9年を経て、万延元年（1860年）に大信寺達智の次男である繁麿が厳高（17代住持）と名を改めて善徳寺に入ることとなった。厳高は前田斉泰の娘を娶って加賀藩との関係を維持し、幕末の混乱期も乗り切ったが、明治6年（1873年）11月に22歳にして亡くなった。以上、真応が亡くなった寛政3年（1791年）から厳高が住持となった万延元年（1860年）まで、70年近くに渡って成人の住持が不在である時代が続いた。
住持が不在であったころ、善徳寺の処務を遂行したのは「五ヵ寺」と総称された善徳寺配下の寺院、俗人門徒かさらなる肝煎中や講中であった。しかし長年にわたる住持の不在はやはり善徳寺の地位低下を招き、それまで同格の東方触頭であった井波瑞泉寺が優位に立つこととなった。享和2年（1802年）には寺社奉行所に対して触頭役を善徳寺のみに限るよう願い出た記録が残っており、これは善徳寺の地位低下を憂えた「五ヵ寺」が中心となって作成したものとみられる。

### 近現代

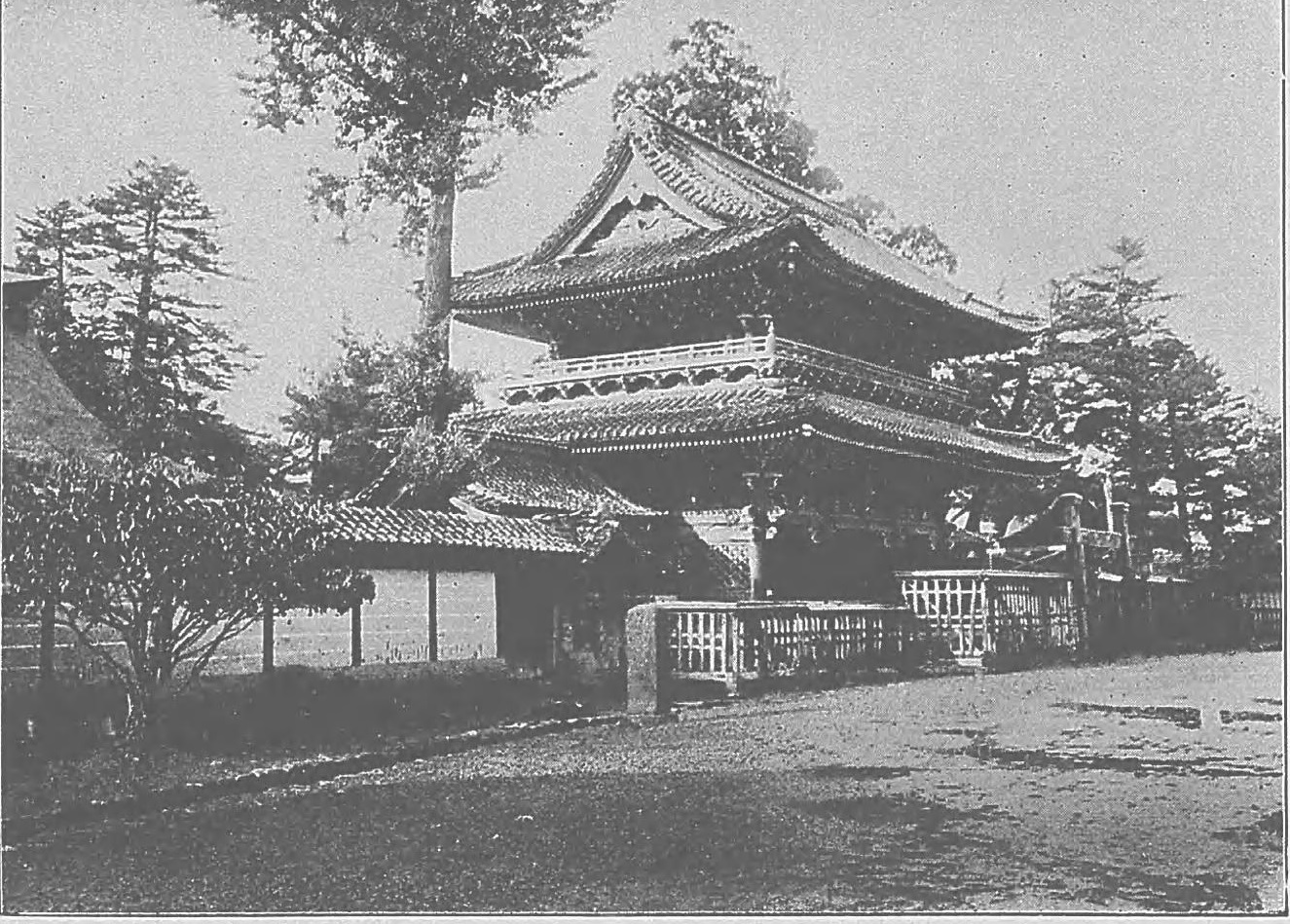
明治42年（1909年）9月撮影の善徳寺。

東日本において戊辰戦争が勃発した明治元年（1868年）、飛鳥井家の勝道（飛鳥井雅典の息子）が6歳にして善徳寺に入った。この頃、明治6年（1873年）4月から約1年半に渡って、善徳寺境内に城端小学校が置かれている。
勝道には2男1女がいたが、2人の息子は夭折してしまったため、娘の貞子と結婚した瑩琇（東本願寺第22代現如の息子）が跡を継ぎ19代住持となった。貞子が大正3年（1914年）に死去すると瑩琇は一時善徳寺を離れたが、後任がなかなか決まらなかったために瑩琇の住持復帰が計画された。しかし、病床の貞子を置いて遊び歩いていた過去のある瑩琇に女性信徒は不信感を抱いており、瑩琇の住持復帰には猛反発が寄せられた。この問題は城端町役場も巻き込んだ大規模な論争を呼び、結局瑩琇が復帰することはなく、東本願寺24代闡如（瑩琇の兄彰如の息子）が善徳寺住持を兼務する形に落ち着いた。以後、善徳寺の住持職は真宗大谷派門首が兼務する形式が続き、現在に至っている。

## 年中行事
- 1月1日より1週間：修正会
- 春分をはさみ 1週間：春季彼岸会

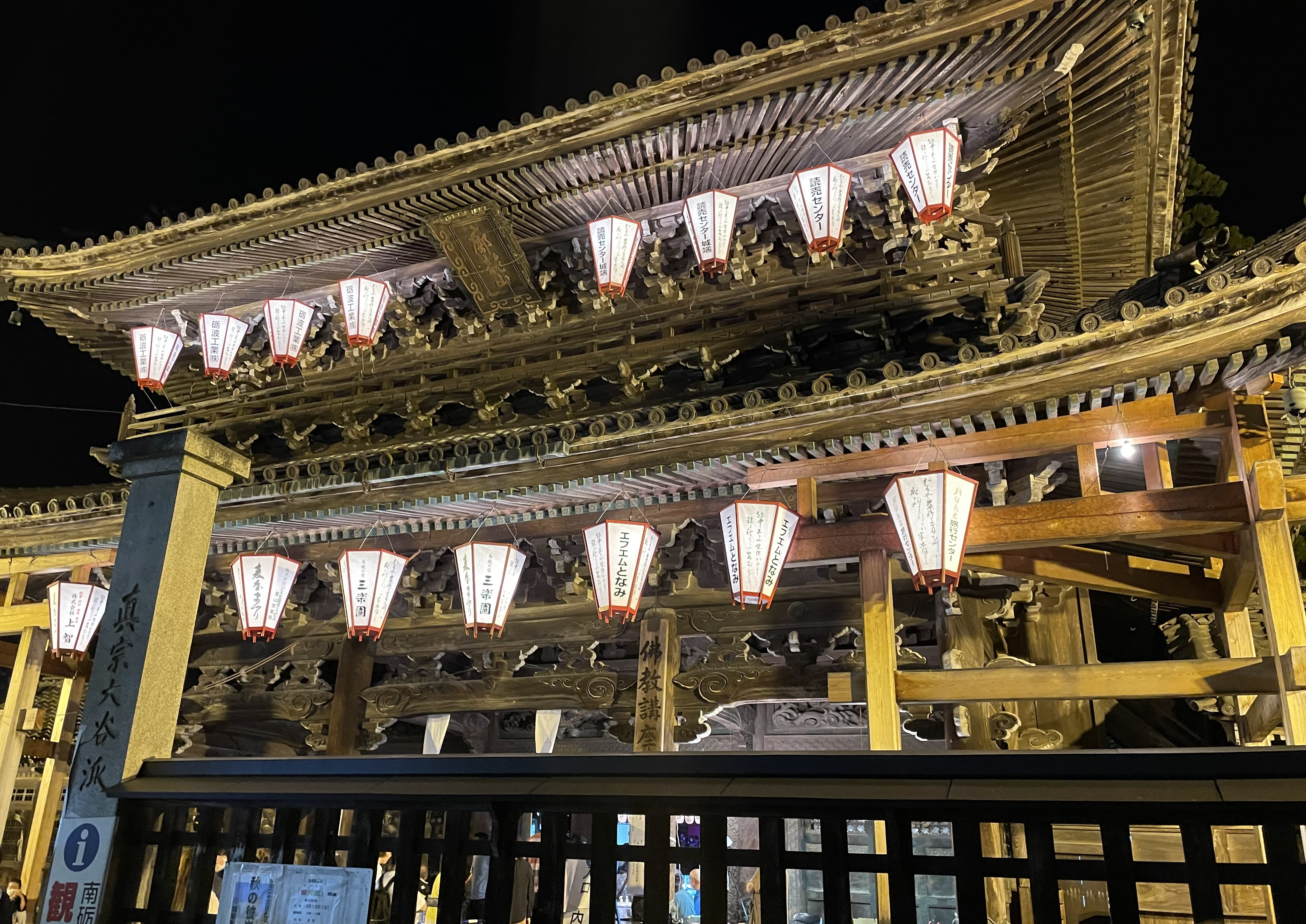
むぎや祭時の善徳寺山門

- 4月22・23・24・25日：蓮如上人御忌法要
- 5月14・15日：城端曳山祭
- 7月22日より1週間：虫干法会
- 虫干会期中の日曜日：大盤持大会
- 8月14・15・16日：盂蘭盆会法要
- 9月2日：一心講盆踊り
- 9月14・15日：城端むぎや祭
- 秋分をはさみ1週間：秋季彼岸会
- 11月10日より6日間：報恩講
- 11月26・27・28日：御開山御正当法要

## 文化財
南砺市指定文化財
- 善徳寺境内林
- 善徳寺の庭園
- 善徳寺梵鐘
- 善徳寺唐金燈籠
- 文禄3年『砂子坂末寺之覚帳』

富山県指定文化財
- 善徳寺宝物
- 城端別院善徳寺文書
- 本堂・山門・鐘楼・太鼓楼

## 観光情報

### 定休日
- 無休[91]

### 拝観料
- 院内拝観500円[91]

### アクセス
- JR城端線城端駅から徒歩10分[91]

## 近隣情報
- 南砺市立城端図書館
- 城端曳山会館